# Meuschenia
Meuschenia – rodzaj morskich ryb rozdymkokształtnych z rodziny jednorożkowatych.

## Klasyfikacja
Gatunki zaliczane do tego rodzaju:

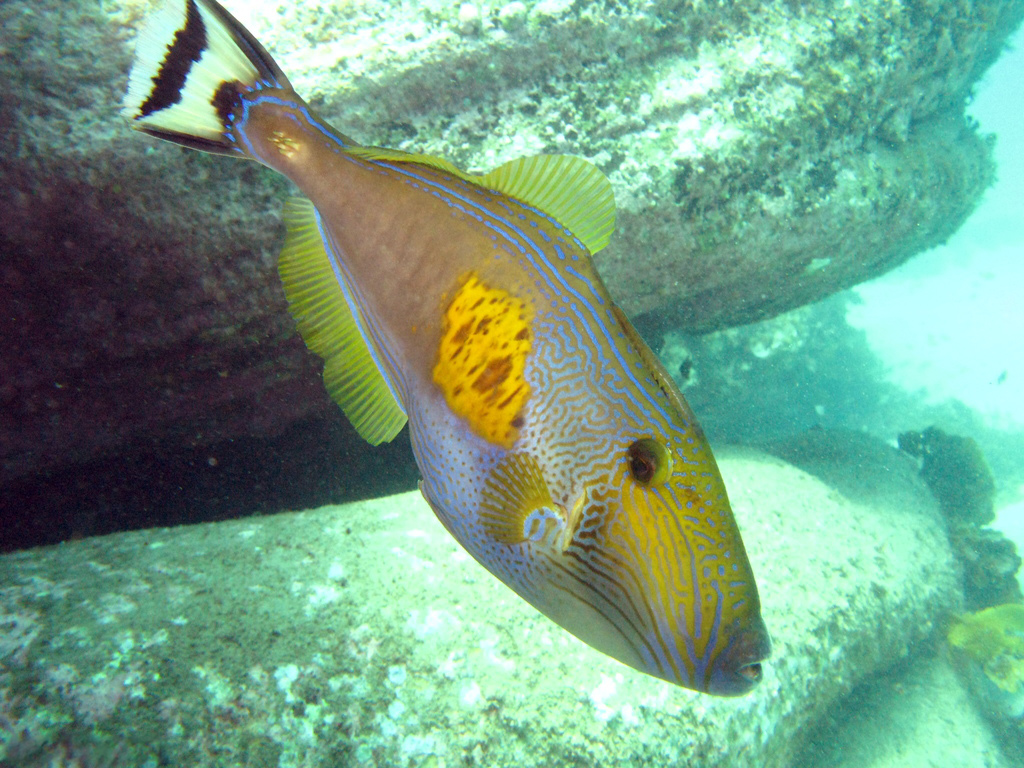
Meuschenia australis
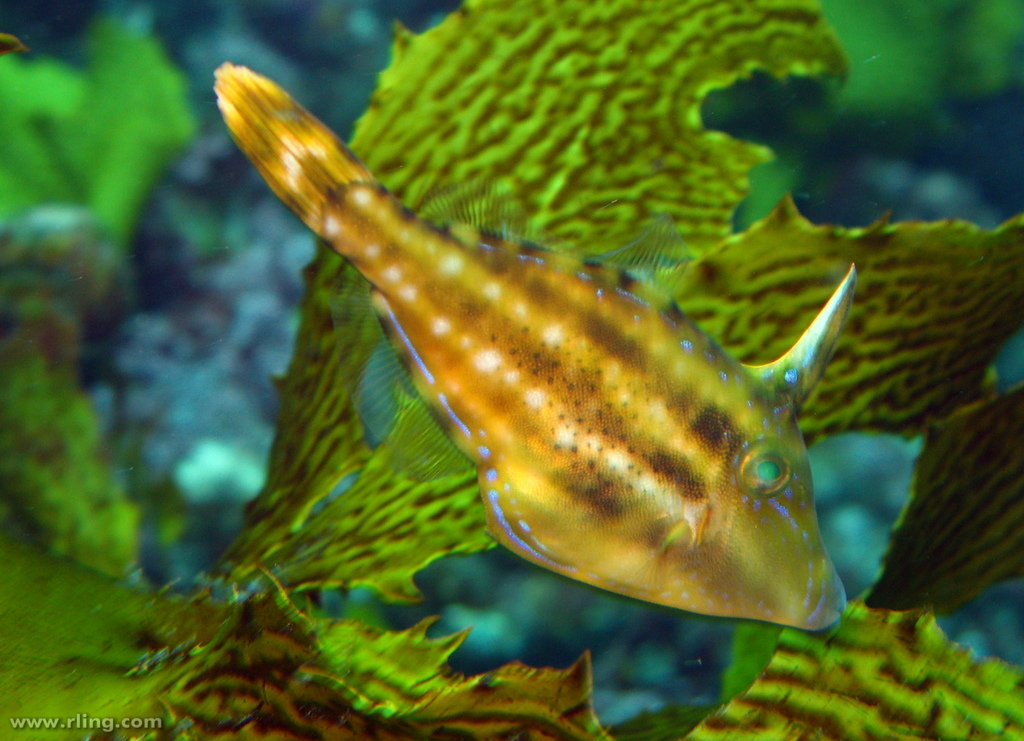
Meuschenia flavolineata
- Meuschenia freycineti
- Meuschenia galii
- Meuschenia hippocrepis
- Meuschenia scaber
- Meuschenia trachylepis
- Meuschenia venusta

- Meuschenia freycineti
- Meuschenia trachylepis